# Балтрайтене, Виргиния
Виргиния Балтрайтене (лит. Virginija Baltraitienė) — литовский политик, министр сельского хозяйства в кабинете Буткявичюса (2014—2016).
Родилась в деревне Желвайчяй 4 марта 1958 года.
Окончила Байсогаласскую среднюю школу (1976) и Литовскую сельскохозяйственную академию по специальности экономист-организатор сельскохозяйственного производства (1981).
Трудовая деятельность:
- 1981—1984 экономист по труду колхоза Шушвес Радвилишкисского района.
- 1984—1986 экономист строительного управления Кедайняйского районного агропромышленного комплекса,
- 1986—1990 экономист плановой комиссии Кедайняйского райисполкома,
- 1990—1994 заведующая отделом экономики, заместитель руководителя по экономике Кедайняйской районной управы.
- 1994—1997 бухгалтер по международным расчетам, заместитель заведующего финансовым отделом Кедайняйского филиала АО «Ūkio bankas».
- 1997—1999 заведующая отделом экономики и бюджета администрации Кедайняйского района.
- 1999—2005 глава администрации Кедайнского района.
- 2005—2008 депутат Сейма, с 2007 года первый заместитель руководителя фракции Лейбористской партии.
- 2008—2012 депутат и заместитель Спикера Сейма.
- 2012—2014 депутат Сейма, с 2013 г. — глава парламентского комитета по государственному управлению и местному самоуправлению.

С 2003 по 2017 год член Лейбористской партии. Министр сельского хозяйства в кабинете Буткявичюса (17 июля 2014 — 13 декабря 2016). Период её руководства министерством пришёлся на кризис в аграрном секторе Литвы, вызванный санкционной войной России и ЕЭС.
С 2017 года руководитель отдела общих вопросов Национального института оценки продовольственных и ветеринарных рисков.